# Johannes Risch
Johannes Risch znany także jako Jan Risch (ur. XVI w. w Pirnie, zm. po 1613 w Legnicy) – śląski rzeźbiarz czasów manieryzmu, pochodzący z Pirny w Saksonii, tam wykształcony, sprowadzony do Legnicy w 1601 r. i tu czynny aż do 1613 r.
Johannes Risch tworzył prawie wyłącznie dzieła dla Legnicy (w odróżnieniu od Martina Pohla). Były to niezwykle bogato dekorowane epitafia wybitnych mieszczan legnickich. Jego dzieła nie są duże, wyróżniają się natomiast niesamowitą precyzją dekoracji. Wykorzystywał piaskowiec, marmur oraz gabro. Podpisywał się:  I. R. B..

## Dzieła
- epitafium Joachima Baudisiusa w katedrze w Legnicy (1601–1602), z sygnaturą artysty
- epitafium Burghardta Mattheusa w katedrze w Legnicy (1602), z sygnaturą artysty
- epitafium Georga Thilo w katedrze w Legnicy (1602–1604), z sygnaturą artysty